# 海部インターチェンジ
海部インターチェンジ（かいふインターチェンジ、仮名称）は徳島県海部郡海陽町多良で事業中の阿南安芸自動車道（内妻海部道路・海部野根道路）のインターチェンジである。本ICを境に阿南方面が内妻海部道路、安芸方面が海部野根道路となる。

## 歴史
- 未定：内妻IC - 海部IC間開通に伴い、供用開始予定。
- 未定：海部IC - 野根IC間開通に伴い、供用開始予定。

## 接続する道路
- E55 阿南安芸自動車道（内妻海部道路・海部野根道路）

### 直接道路
- 国道193号

### 間接道路
- 国道55号（現道）（国道193号経由）

## 料金所
無料道路として整備される為、料金所は設置されない予定。

## 隣
E55 阿南安芸自動車道（内妻海部道路・海部野根道路）
浅川IC（計画中） - 海部IC（事業中） - 宍喰IC（事業中）
座標: 北緯33度36分21秒 東経134度20分20秒 / 北緯33.605731度 東経134.338917度